# Orden, onderscheidingen en medailles van Oekraïne
De regering van Oekraïne stelde sinds de onafhankelijkheid in 1991 diverse Oekraïense orden, onderscheidingen en medailles in. De basis daarvoor is gelegd in artikel 106, vijfentwintigste lid, van de Oekraïense grondwet, nu artikel 114-5, negende lid. Dat artikel geeft de president de bevoegdheid om staatsonderscheidingen uit te reiken en om eretitels toe te kennen. Deze bevoegdheden zijn in 2000 nader uitgewerkt in de Wet op de Staatsonderscheidingen van Oekraïne.
In 1996 kregen ministeries en andere centrale uitvoeringsorganisaties in Oekraïne de bevoegdheid om departementale onderscheidingen in te stellen. Daarnaast zijn er in Oekraïne relatief veel orden, onderscheidingen en medailles die door particuliere organisaties, waaronder religieuze, worden uitgegeven.

## Staatsonderscheidingen
Het Oekraïense decoratiesysteem kent de volgende typen van officiële staatsonderscheidingen: de eretitel Held van Oekraïne, orden, medailles, de onderscheiding "persoonlijk vuurwapen”, eretitels van Oekraïne, staatsprijzen van Oekraïne en presidentiële onderscheidingen. Deze onderscheidingen kunnen worden uitgereikt aan burgers en militairen, vaak ook aan niet-Oekraïners. Elke ridderorde kent een eigen instellingsbesluit en ordestatuut.

### De Eretitel Held van Oekraïne
| Versiersel                                         | Naam (Nederlands/Oekraïens)                        | Instelling       | Bijzonderheden |
| De Eretitel Held van Oekraïne звання Герой України | De Eretitel Held van Oekraïne звання Герой України | 23 augustus 1998 | De hoogste Oekraïense onderscheiding. Kan alleen aan Oekraïners worden uitgereikt. Gedecoreerden worden benoemd in de Orde van de Gouden Ster of de Orde van de Natie. |
|                                                    | Orde van de Gouden Ster орден "Золота Зірка"       | 23 augustus 1998 | Voor persoonlijke heldenmoed. |
|                                                    | Orde van de Natie орден Держави                    | 23 augustus 1998 | Voor uitmuntende arbeidsprestaties. |

### Orden
| Versiersel | Naam (Nederlands/Oekraïens)                                             | Instelling        | Bijzonderheden |
|            | Orde van de Vrijheid орден Свободи                                      | 10 april 2008     | Voor erkenning van buitengewone verdiensten ter bevordering van de soevereiniteit en onafhankelijkheid van Oekraïne, de consolidatie van de Oekraïense maatschappij, het ontwikkelen van de democratie, sociaaleconomische en politieke hervormingen, het verdedigen van constitutionele rechten, burgerlijke vrijheden en mensenrechten. |
|            | Orde van Vorst Jaroslav de Wijze орден князя Ярослава Мудрого           | 23 augustus 1995  | Graden: I-V. Voor erkenning van buitengewone verdiensten aan Oekraïne op het gebied van staatsvorming, het vergroten van het internationale aanzien van Oekraïne, het bevorderen van de economie, de wetenschap, het onderwijs, de cultuur, de kunsten en de gezondheidszorg en voor buitengewone charitatieve, humanistische en maatschappelijke activiteiten. Vernoemd naar de vorst van het Kievse Rijk Jaroslav de Wijze. |
|            | Orde van Verdienste орден "За заслуги"                                  | 22 september 1996 | Graden: I-III Voor erkenning van buitengewone verdiensten op economisch, wetenschappelijk, sociocultureel, militair of staatkundig gebied en andere maatschappelijke inzet. Oorspronkelijk ingesteld op 19 augustus 1992 als Ere-onderscheiding van de President van Oekraïne. |
|            | Orde van Bohdan Chmelnytsky орден Богдана Хмельницького                 | 3 mei 1995        | Graden: I-III. Militaire onderscheiding voor Oekraïners voor erkenning van uitzonderlijke verdiensten ter bescherming van de soevereiniteit van de staat en de territoriale integriteit, ter versterking van de landsverdediging en de staatsveiligheid. Vernoemd naar de 17e-eeuwse kozakkenleider Bogdan Chmelnitski. |
|            | Orde van de Helden van de Hemelse Honderd орден Героїв Небесної Сотні   | 1 juli 2014       | Voor erkenning van burgermoed, patriottisme, het verdedigen van de constitutionele principes van de democratie, liefdadige, humanistische of maatschappelijke activiteit in Oekraïne en onbaatzuchtige diensten ten gunste van het Oekraïense volk getoond tijdens de Euromaidan-protesten en de Revolutie van de Waardigheid (november 2013-februari 2014) en andere gebeurtenissen die verband houden met de bescherming van de onafhankelijkheid, soevereiniteit en territoriale integriteit van Oekraïne. Vernoemd naar de dodelijke slachtoffers die vielen in Kiev in januari en februari 2014 ten tijde van Euromaidan. |
|            | Orde voor Dapperheid орден "За мужність"                                | 21 augustus 1996  | Graden: I-III Voor persoonlijke heldenmoed, getoond bij het redden van personen en zaken van materiële waarde tijdens noodsituaties of tijdens het bestrijden van criminaliteit en andere vormen van militair en plichtsgetrouw optreden en gevallen van burgermoed in levensbedreigende situaties. Oorspronkelijk ingesteld op 29 april 1995 als Onderscheiding van de President van Oekraïne (de ster en het kruis) voor Dapperheid. |
|            | Orde van Vorstin Olha орден княгині Ольги                               | 15 augustus 1997  | Graden: I-III Voor "verdienste voor Oekraïne en de samenleving door vrouwen" en bijzondere verdiensten op het gebied van bestuur, cultuur, wetenschap, industrie, de samenleving, liefdadigheid en andere publieke activiteiten. De enige Oekraïense damesorde. Vernoemd naar de vorst van het Kievse Rijk Olga van Kiev. |
|            | Orde van Daniel van Galicië орден Данила Галицького                     | 20 februari 2003  | Voor personeelsleden van de Oekraïense strijdkrachten en ambtenaren voor de erkenning van hun betekenisvolle persoonlijke bijdrage aan de ontwikkeling van Oekraïne, en eerlijke en onberispelijke dienstverlening aan het Oekraïense volk. Vernoemd naar de 13e-eeuwse vorst Daniel van Galicië. |
|            | Orde voor Dapper Werk in de Mijnen орден "За доблесну шахтарську працю" | 2 september 2008  | Graden: I-III. Voor mijnbouwarbeiders die betrokken zijn bij de winning van steenkool, ijzererts, ferro- en zeldzame metalen, mangaan- en uraniumerts, en aan mijnbouwarbeiders die voltijds ondergronds werken. |

### Medailles
| Versiersel | Naam (Nederlands/Oekraïens)                                      | Instelling     | Bijzonderheden |
|            | voor Militaire Dienst van Oekraïne "За військову службу Україні" | 5 oktober 1996 | [ 14 ] |
|            | voor Onberispelijke Dienst "За бездоганну службу"                | 5 oktober 1996 | Graden: I-III. |
|            | voor de Beschermer van het Vaderland "Захиснику Вітчизни"        | 8 oktober 1999 | Naar aanleiding van de Russisch-Oekraïense Oorlog en het gebruik van het oranje-zwarte Sint-jorislintje door pro-Russische sympathisanten, is het oorspronkelijke ontwerp van het lint van de medaille uit 1999, waarin oranje-zwarte elementen werden gebruikt, in 2015 vervangen. |
|            | voor een Gered Leven "За врятоване життя"                        | 10 april 2008  | [ 17 ] |

### De onderscheiding "Persoonlijk Vuurwapen"
| Versiersel | Naam (Nederlands/Oekraïens)                                                | Instelling    | Bijzonderheden                                                           |
|            | Onderscheiding "Persoonlijk Vuurwapen" відзнака "Іменна вогнепальна зброя" | 29 april 1995 | Het betreft het semiautomatische pistool FORT-12 van Oekraïense makelij. |

### Eretitels van Oekraïne
| Versiersel | Naam (Nederlands/Oekraïens)                   | Instelling | Bijzonderheden |
|            | Eretitels van Oekraïne почесне звання України | vanaf 1934 | Er waren al eretitels in de tijd van de Oekraïense Socialistische Sovjetrepubliek, 1934-1991. Onder de Wet op de Staatsonderscheidingen van Oekraïne zijn er sinds 2010 in totaal 41 Eretitels, waaronder Geëerd Beoefenaar van de Kunsten van Oekraïne |

### Staatsprijzen van Oekraïne
| Versiersel | Naam (Nederlands/Oekraïens)                                                                                       | Instelling        | Bijzonderheden |
|            | Nationale Taras Sjevtsjenko-prijs van Oekraïne Національна премія України імені Тараса Шевченка                   | 20 mei 1961       | Vernoemd naar de 19e-eeuwse Oekraïense schrijver, dichter, kunstschilder, tekenaar en humanist Taras Sjevtsjenko. |
|            | Staatprijs van Oekraïne op het gebied van Wetenschap en Techniek Державна премія України в галузі науки і техніки | 23 april 1969     | |
|            | Staatprijs van Oekraïne op het gebied van Architectuur Державна премія України в галузі архітектури               | 12 april 1988     | |
|            | De Oleksandr Dovzjenko-Staatsprijs van Oekraïne Державна премія України імені Олександра Довженка                 | 10 september 1994 | Vernoemd naar de filmregisseur en scenarioschrijver Oleksandr Dovzjenko.                                          |
|            | Staatprijs van Oekraïne op het gebied van Onderwijs Державна премія України в галузі освіти                       | 21 september 2006 | |

### Presidentiële onderscheidingen
| Versiersel | Naam (Nederlands/Oekraïens) | Instelling        | Bijzonderheden |
|            | Kruis voor Militaire Verdienste хрест бойових заслуг | 5 mei 2022        | Voor erkenning van buitengewone persoonlijke moed en dapperheid of een buitengewone heldendaad tijdens een gevechtsmissie onder omstandigheden van levensgevaar en direct contact met de vijand of voor uitmuntend succes bij het leiden van troepen of de strijdkrachten tijdens militaire (gevechts)operaties. In het instellingsbesluit is vastgelegd dat het kruis voor alle andere onderscheidingen wordt gedragen. Als de ontvanger ook de Orde van de Gouden Ster en/of de Orde van de Natie met titel Held van Oekraïne heeft, wordt het Kruis voor Militaire Verdienste daaronder geplaatst. |
|            | Ivan Mazepa-Kruis хрест Івана Мазепи | 26 maart 2009     | Blijk van erkenning voor een betekenisvolle bijdrage aan de herleving van het nationale, cultureel-artistieke, geestelijke, architectonische, of militair-historische erfgoed en voor verdiensten op het gebied van staatsvorming, diplomatie, humanisme, wetenschap, onderwijs, of liefdadigheid. Vernoemd naar de 17e-eeuwse kozakkenhetman Ivan Mazepa. Hoewel het geen ridderorde is, is in het instellingsbesluit vastgelegd dat het kruis in de draagvolgorde na de Orde van Daniel van Galicië (en dus voor de Orde voor Dapper Werk in de Mijnen) komt.                                       |
|            | onderscheiding van de president van Oekraïne "Nationale legende van Oekraïne" Відзнака Президента України «Національна легенда України»                                                                                                 | 14 juli 2021      | [ 23 ] |
|            | medaille "Voor Arbeid en Overwinning" медаль "За працю і звитягу" | 16 mei 2001       | [ 24 ] |
|            | herinneringsmedaille "60 jaar bevrijding van Oekraïne van de fascistische bezetter" ювілейна медаль "60 років визволення України від фашистських загарбників"                                                                           | 17 september 2004 | [ 25 ] |
|            | herinneringsmedaille "20 jaar Onafhankelijkheid van Oekraïne" ювілейна медаль "20 років незалежності України" | 30 mei 2011       | [ 26 ] |
|            | jubileummedaille "25 jaar Onafhankelijkheid van Oekraïne" ювілейна медаль «25 років незалежності України» | 17 februari 2016  | Op 22 augustus 2016 ontving Vira Ivanivna Lutsenko, als voorzitter van Stichting “Oekraïners in Nederland”, deze herinneringsmedaille uit handen van president Petro Porosjenko. |
|            | herdenkingsmedaille "25 jaar na de terugtrekking van de troepen uit Afghanistan" пам'ятна медаль «25 років виведення військ з Афганістану»                                                                                              | 14 februari 2014  | [ 29 ] |
|            | medaille "70 jaar bevrijding van Oekraïne van de fascistische bezetter" медаль "70 років визволення України від фашистських загарбників"                                                                                                | 28 oktober 2014   | [ 30 ] |
|            | herinneringsmedaille "70 jaar Overwinning op het Nazisme" ювілейна медаль «70 років Перемоги над нацизмом» | 29 april 2015     | [ 31 ] |
|            | onderscheiding van de President van Oekraïne "voor deelname aan de antiterroristische operatie" відзнака Президента України «За участь в антитерористичній операції»                                                                    | 17 februari 2016  | [ 32 ] |
|            | onderscheiding van de President van Oekraïne "voor een humanitaire bijdrage aan de antiterroristische operatie" відзнака Президента України «За гуманітарну участь в антитерористичній операції»                                        | 17 februari 2016  | In 2019 ontvingen Vira Zwaneveld-Lutsenko, voorzitter van Stichting Oekraïners in Nederland en Lyudmyla Volodymyrivna Lisovska, bestuurslid van Stichting Oekraïners in Nederland, de onderscheiding van de President van Oekraïne "voor een humanitaire bijdrage aan de antiterroristische operatie”. |
|            | onderscheiding van de President van Oekraïne "Voor de verdediging van Oekraïne" відзнака Президента України «За оборону України» | 5 augustus 2022   | [ 35 ] |
|            | onderscheiding van de President van Oekraïne "Voor deelname aan de liquidatie van de gevolgen van het ongeluk met de reactor in Tsjernobyl" відзнака Президента України «За участь у ліквідації наслідків аварії на Чорнобильській АЕС» | 14 december 2021  | [ 36 ] |
|            | onderscheiding van de President van Oekraïne "Gouden Hart" відзнака Президента України «Золоте серце» | 5 december 2022   | De Oekraïense ereconsul in België, Kris Beckers, ontving het Gouden Hart voor een belangrijke persoonlijke bijdrage aan de versterking van de interstatelijke samenwerking, de ondersteuning van de staatssoevereiniteit en territoriale integriteit van Oekraïne en de popularisering van de Oekraïense staat in de wereld (2023). |

Naast de presidentiële onderscheidingen is er in 1999 een Presidentieel Erecertificaat ingesteld voor actieve liefdadigheid op humanitair gebied (Oekraïens: відзнака Президента України - Почесної Грамоти Президента України за активну благодійницьку діяльність у гуманітарній сфері).

## Onderscheidingen van de Verchovna Rada van Oekraïne
Het Erecertificaat en het Diploma van de Verchovna Rada van Oekraïne zijn onderscheidingen die de Verchovna Rada, het parlement van Oekraïne, toekent voor een belangrijke bijdrage op het gebied van het openbare leven, uitmuntende sociale en politieke activiteiten, diensten aan het Oekraïense volk bij het bevorderen van de vorming en versterking van Oekraïne als een democratische, sociale en rechtsstaat, het nemen van maatregelen om de rechten en vrijheden van burgers te waarborgen, het ontwikkelen van democratie, parlementarisme en burgerschap in de samenleving, en actieve deelname aan het wetgevingsproces.
Mariam Lambert - Ait Hassou, de Belgische medeoprichter van de Nederlandse Stichting Orphans Feeding Foundation, ontving op 31 augustus 2022 het Diploma van de Verchovna Rada van Oekraïne. Een week eerder ontving ze de Orde van Verdienste van Oekraïne in de derde klasse.

Versierselen
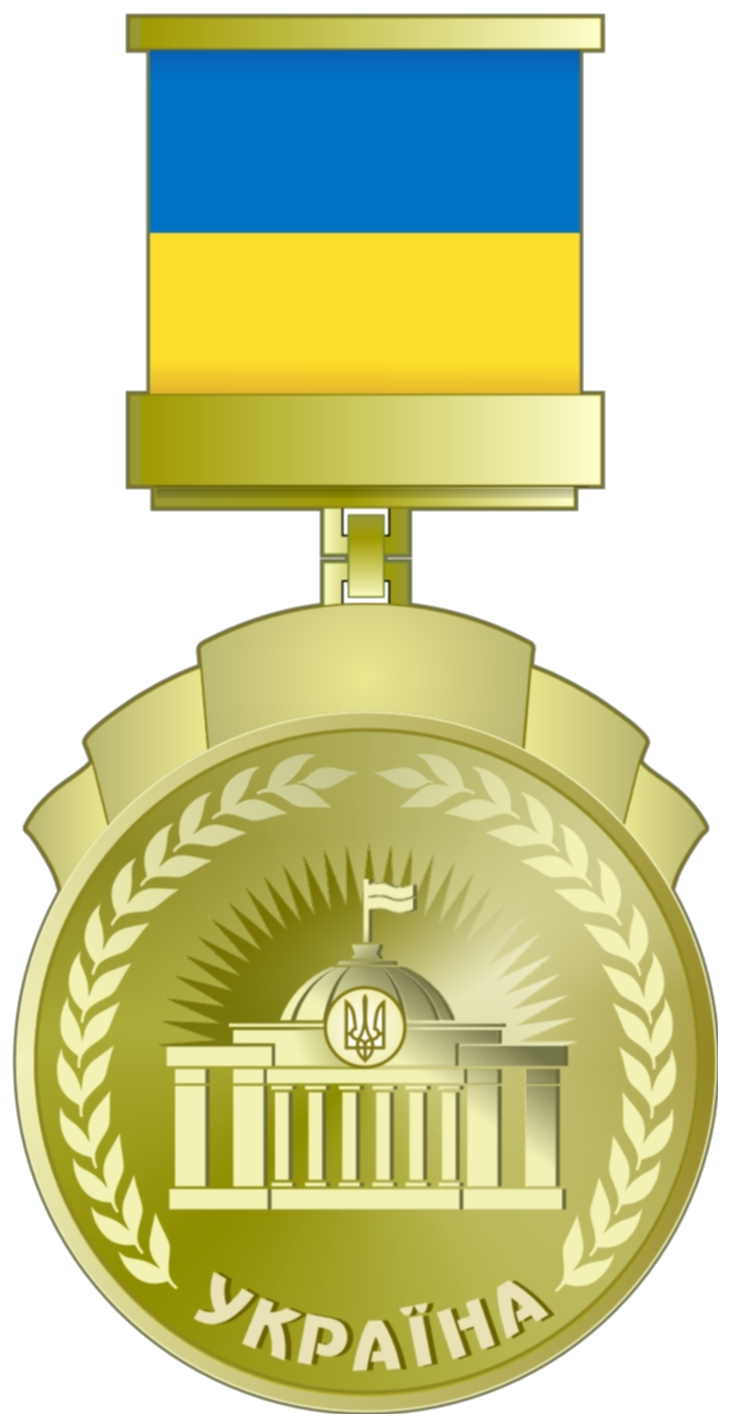
Erecertificaat
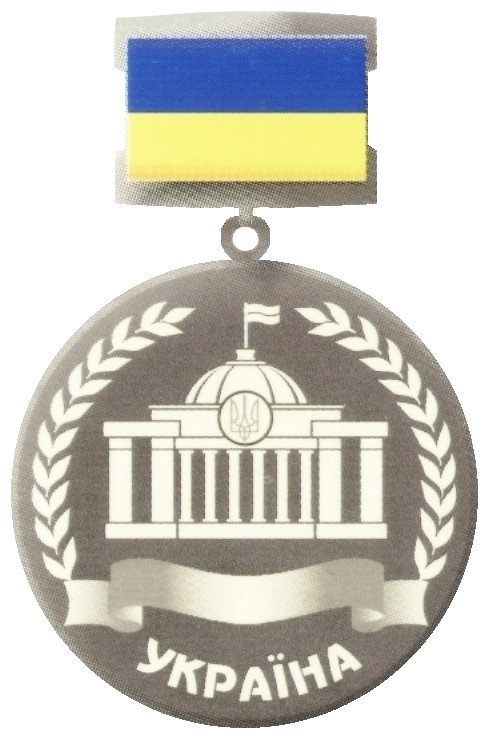
Diploma

## Departementale onderscheidingen
In 1996 werden in Oekraïne departementale onderscheidingen ingesteld om ministeries en andere centrale uitvoeringsorganisaties in staat te stellen om werknemers te onderscheiden voor belangrijke arbeidsprestaties in de betreffende bedrijfstak of werkterrein.
In 2012 was de behoefte ontstaan om de procedure voor het instellen en gebruiken van departementale onderscheidingen te verbeteren, er redelijke aantallen voor vast te stellen en de begrotingsuitgaven te verminderen. Daartoe werd een wettelijk reglement vastgesteld en werden ministers, diensthoofden van centrale uitvoeringsorganisaties, commandanten van militaire formaties en rechtshandhavingsinstanties opgedragen om hun besluiten inzake de instelling van departementale onderscheidingen te herzien en in overeenstemming te brengen met het reglement.
Het komt ook voor dat departementale onderscheidingen die tussen 1996 en 2012 zijn ontstaan (mede) als gevolg van het reglement weer zijn afgeschaft. Dat gebeurde bijvoorbeeld met de departementale onderscheiding van het Oekraïense ministerie van Volksgezondheid, het Kruis van Panteleimon de Genezer (Oekraïens: Хрест Пантелеймона Цілителя, Chrest Pantelejmona Tsilytelja, vernoemd naar Pantaleon van Nicomedia), die in 2009 door toenmalig minister Vasyl Knjazevytsj was ingesteld en in 2016 door minister Ulana Suprun werd afgeschaft. Er waren tussen 2010 en 2016, sinds het aftreden van Knjazevytsj, geen kruizen meer toegekend. In 2017 was Knjazevytsj betrokken bij de instelling van de publieksonderscheiding voor professionaliteit en barmhartigheid "Orde van Sint-Panteleimon", een particuliere onderscheiding, met hetzelfde kleinood.

### Departementale onderscheidingen voor Nederlanders en Belgen
Beja Kluiters-Albers, voorzitter van de Nederlandse Stichting Spoetnik, ontving het Ereteken, een militaire onderscheiding van het ministerie van Defensie van Oekraïne, voor haar jarenlange inzet op humanitair gebied (2020).
Kolonel Hans Hoppenreijs, de Nederlandse defensieattaché in Kyiv, ontving het Erekruis (Oekraïens: Медаль «Хрест пошани», Medalj "Chrest posjany"), een militaire onderscheiding van het ministerie van Defensie van Oekraïne, als erkenning voor de belangrijke bijdrage van de kolonel aan de versterking van de defensiecapaciteiten van Oekraïne, zijn actieve en proactieve houding bij het verdiepen van de bilaterale samenwerking en het aantrekken van militaire bijstand voor de strijdkrachten van Oekraïne (2024). Op 24 februari 2025, de derde verjaardag van de grootschalige inval van Rusland in Oekraïne, werd het Erekruis aan 5 Nederlanders  uitgereikt.
De volgende Nederlanders ontvingen de medaille voor steun aan de Oekraïense strijdkrachten, een militaire onderscheiding van het ministerie van Defensie van Oekraïne:
- John Stienen, adviseur van Stichting Spoetnik voor de organisatie en verlening van bijstand aan de Oekraïense strijdkrachten, het handhaven van het moreel van de verdedigers van de staatssoevereiniteit en territoriale integriteit van Oekraïne en ter gelegenheid van de Onafhankelijkheidsdag van Oekraïne (2019).[50][51]
- Monika Kop-Wijering, plaatsvervangend commandant van het Militair Revalidatie Centrum Aardenburg, voor haar inzet om Oekraïense patiënten revalidatiezorg te bieden (2022).[52]

De onderscheiding van de opperbevelhebber van de  Oekraïense strijdkrachten "Voor steun aan het leger" (Oekraïens: Нагрудний знак «За сприяння війську», Nahroednyj znak "Za spryjannja viiskoe") werd op 14 februari 2023 door Valerij Zaloezjny toegekend aan de Nederlandse luitenant-kolonel Richard Schulte voor zijn rol bij het International Donor Coordination Centre, dat de Britse en Amerikaanse inspanningen combineert om de stroom wapens en uitrusting richting Oekraïne te coördineren als antwoord op de Russische invasie van Oekraïne.
Op 22 november 2023 viel dezelfde eer te beurt aan Marta Barandiy, Vasyl Kushmuns en Yana Brovdiy van de Brusselse Promote Ukraine vzw.
De onderscheiding "Voor steun aan het leger" werd in 2024 en 2025 vaker aan Nederlandse militairen toegekend.
Op 17 december 2022 ontving  pater Karel Stautemas van de abdij van Grimbergen de onderscheiding van de bevelhebber van de Oekraïense marine "Voor steun aan de Oekraïense Marine" (Oekraïens: відзнака «За сприяння Військово-Морським Силам України», vidznaka "Za spryjannja Viiskovo-Morskym Sylam Oekraïny") voor inzet en moed voor de geleverde hulp.
Een Nederlandse onderofficier, die opleidingen verzorgt voor Oekraïense tankbemanningen, ontving in 2024 bij het EUMAM Ukraine Special Training Command in het Duitse Strausberg de onderscheiding van de bevelhebber van de grondtroepen van de Oekraïense strijdkrachten "Medaille voor bijzondere verdiensten" (Oekraïens: Медаль «За особливу службу», Medalj "Za osoblivoe sloezjboe") in de derde klasse.
In 2005 ontving John Krutzen, honorair raadgever van de Oekraïense ambassade in België, het Ereteken voor Verdienste van het Ministerie van Buitenlandse Zaken van Oekraïne (Oekraïens: Нагрудний знак «Відзнака МЗС України», Nahroednyj znak "Vidznaka MZS Oekraïny") in de Eerste Klasse.

Versierselen
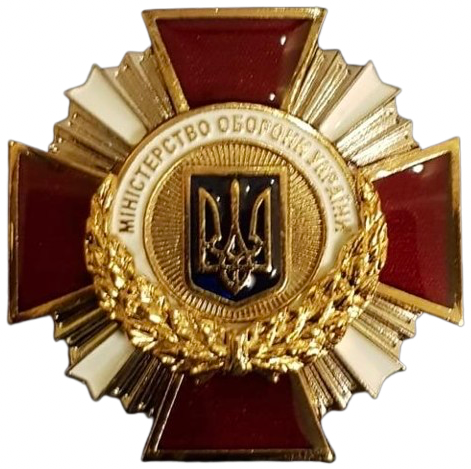
Ereteken
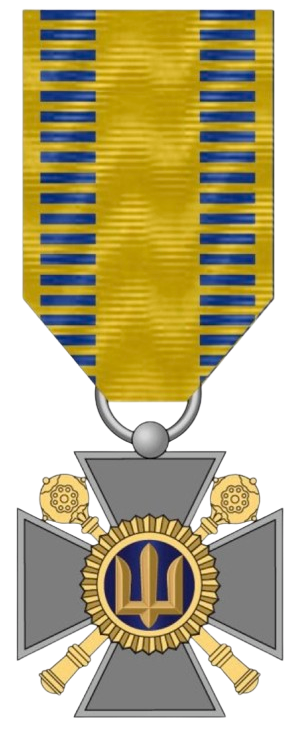
Erekruis
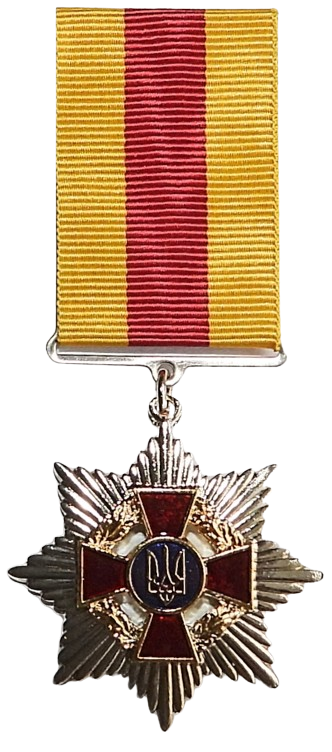
Voor steun aan de strijdkrachten
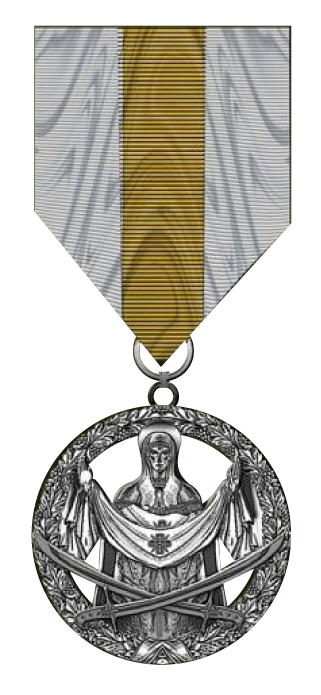
Voor steun aan het leger
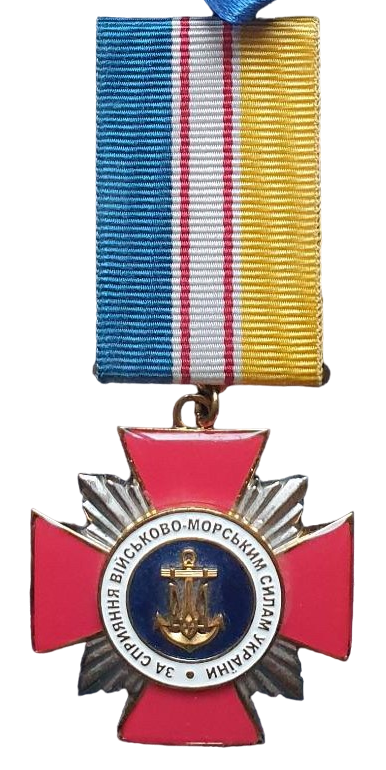
Voor steun aan de Oekraïense marine
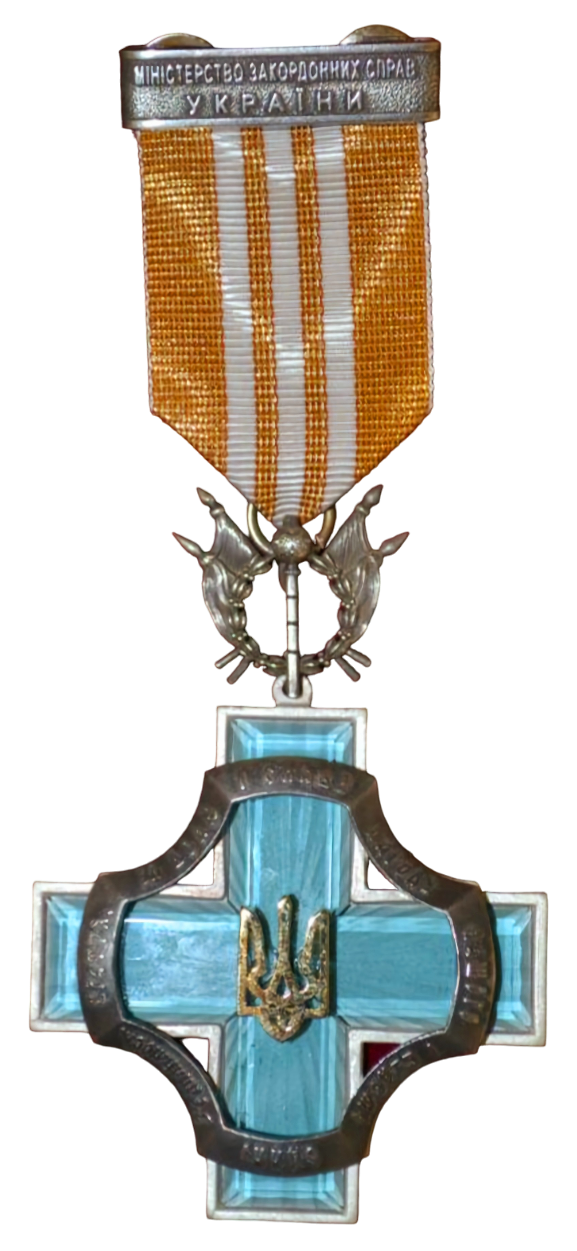
Ereteken voor Verdienste BuZa Oekraïne

## Particuliere onderscheidingen
Naast de door of namens de Oekraïense overheid uitgegeven orden, medailles, eretitels, staatsprijzen en presidentiële en departementale onderscheidingen worden in Oekraïne relatief veel particuliere onderscheidingen toegekend. Dit gebeurt onder andere door de diverse Christelijke kerken en door andere niet-gouvernementele organisaties.

### Kerkelijke onderscheidingen
Door alle grote Oekraïense Christelijke kerkgenootschappen, de Oekraïens-Orthodoxe Kerk patriarchaat van Kyiv (sinds 2018 Orthodoxe Kerk van Oekraïne), de Oekraïense Grieks-Katholieke Kerk en de Oekraïens-Orthodoxe Kerk patriarchaat van Moskou, nu de Oekraïens-Orthodoxe Kerk, zijn kerkelijke onderscheidingen ingesteld.
Een voorbeeld is de Medaille voor opofferingsgezindheid en liefde voor Oekraïne, die in 2015 door de Oekraïens-Orthodoxe Kerk patriarchaat van Kyiv werd ingesteld en sinds 2020 wordt uitgereikt door de Orthodoxe Kerk van Oekraïne. In 2016 werd deze door Patriarch Filaret van de Oekraïens-Orthodoxe Kerk patriarchaat van Kyiv toegekend aan Beja Kluiters-Albers, voorzitter van Stichting Spoetnik.
In 2024 ontving Arno Klijbroek van Stichting De Leeuw Kyiv de medaille van de Aartsengel Michaël van de Orthodoxe Kerk van Oekraïne.

### Oekraïense Rode Kruisvereniging
De hoogste onderscheiding van de Oekraïense Rode Kruisvereniging is de Eremedaille (Oekraïens: вища нагорода Товариства Червоного Хреста України «Почесна Відзнака», vysjtsja nahoroda Tovarystva Tsjervonoho Chresta Oekraïny "Potsjesna Vidznaka" - letterlijk: hogere onderscheiding van de Oekraïense Rode Kruisvereniging "Ere-onderscheiding").
De Eremedaille werd in 2018 toegekend aan Ben van der Velden van de Apeldoornse Werkgroep Hulptransporten Oost-Europa.

### Pseudo-orden
In Oekraïne werden ten minste twee pseudo-orden uitgegeven: de Orde van Nicolaas Thaumaturgus, een internationale orde en de Orde van Sint-Nicolaas Thaumaturgus, een Oekraïense orde. Beide zijn vernoemd naar Sint-Nicolaas de Wonderdoener en zijn niet door een legitieme "Fons honorum" zoals een regering of een voorheen regerend vorst ingesteld.
In 2017 kwam er een nieuwe pseudo-orde bij, de publieksonderscheiding voor professionaliteit en barmhartigheid "Orde van Sint-Panteleimon" (Oekraïens: Орден Святого Пантелеймона, Orden Svjatoho Pantelejmona), die zichzelf beschouwt als de voortzetting van de in 2016 afgeschafte departementale onderscheiding van het Oekraïense ministerie van Volksgezondheid, het Kruis van Panteleimon de Genezer.

### Open decoratiesysteem
Uit onvrede met de wijze waarop de Oekraïense onderscheidingen worden toegekend werd in 2012 door de Oekraïense falerist Oleksandr Sopov een open decoratiesysteem voorgesteld, dat iedereen het recht en de mogelijkheid geeft om onafhankelijk een persoon te onderscheiden die, naar zijn of haar mening, een heldendaad, een opmerkelijke prestatie of speciale verdienste heeft verricht. Hij noemt dit open systeem van publieke onderscheidingen "Eretekens van nationale eer".
Beja Kluiters van Stichting Spoetnik ontving op 14 augustus 2017 de onderscheiding "voor liefdadigheid" (Oekraïens: Відзнака «За благодійність», Vidznaka "za blagodiynist") namens de Oekraïense Liefdadigheidsstichting "Missie van het Goede van Oekraïne".
Het Witte Kruis "Honor et Gloria" (Oekraïens: Білий хрест "Honor et Gloria", Bilyj chrest "Honor et Gloria") werd op 30 oktober 2023 namens Stichting Revalidatiecomplex "Agape Oekraïne" uit Loetsk toegekend aan Martina Brunschot van Lunet Zorg en aan Hanneke Vrielink van SOFT Tulip. Op 15 december 2023 viel dezelfde eer te beurt aan burgemeester Meijer van Huizen, aan Jan van den Bosch van de Stichting New Life Holland en aan Hendrik Jan van den Berg van de Lelie zorggroep. Ook Jan Peter Nederstigt (de Alliantie) en Henk Kouwenhoven en Eefje van den Ancker (Sherpa) kregen dezelfde onderscheiding namens Stichting Revalidatiecomplex "Agape Oekraïne" voor de opvang van gehandicapte Oekraïense ontheemden op de Bovenmaatweg in Huizen.
Op 23 augustus 2024 werd deze namens de Nationale Garde van Oekraïne toegekend aan Beja Kluiters.

### Vrijwilligersonderscheidingen
Omdat er sinds de Russische invasie van Oekraïne meer initiatieven zijn om Oekraïense legereenheden te steunen, is er ook vanuit die eenheden behoefte om betrokkenen via een onderscheiding te bedanken voor hun steun.
Drie vrijwilligers van Stichting Spoetnik ontvingen de Medaille voor dienstbetoon aan het Oekraïense volk (Oekraïens: Медаль За Службу Українському Народу, Medalj Za Sloezjboe Oekraïnskomoe Narodoe).
Mila Khomiakova-Kornieieva uit Den Bosch ontving namens de Oekraïense 93e Onafhankelijke Gemechaniseerde Brigade “Cholodnyj Jar” het Vrijwilligerskruis (Oekraïens: Хрест Волонтер, Chrest Volonter). Op 31 oktober 2024 ontvingen twee vrijwilligers uit Krimpenerwaard, Kees Stoppelenburg en Dimtry Kovtunenko dezelfde medaille, die hen is toegekend door de burgemeester van Sjeptytskyj (vml. Tsjervonohrad).

## Historische orden
Ook de beide 20e-eeuwse voorgangers van de huidige republiek Oekraïne hebben elk een ridderorde ingesteld:
- Op 19 oktober 1920 ondertekende otaman Symon Petljoera van de Oekraïense Volksrepubliek de ordestatuten voor de Orde van het IJzeren Kruis. Deze werd in 1921 in productie genomen en werd daarmee de enige orde van de volksrepubliek die daadwerkelijk is uitgegeven.[69]
- In de Oekraïense Socialistische Sovjetrepubliek werden Sovjet-orden, alle van het type socialistische orde, verleend. Daarvan was er een, de Orde van de Rode Vlag van de Arbeid, die in 1921 door de OEkrSSR zelf was ingesteld.

Orden van Oekraïne

Held van Oekraïne (Gouden Ster · van de Natie)

Vrijheid ·
Vorst Jaroslav de Wijze ·
Verdienste ·
Bohdan Chmelnytsky ·
Helden van de Hemelse Honderd ·
Dapperheid ·
Vorstin Olha ·
Daniel van Galicië ·
Dapper Werk in de Mijnen

Oekraïense presidentiële en militaire onderscheidingen

Kruis voor Militaire Verdienste ·
Ivan Mazepa-Kruis ·
Geëerd Beoefenaar van de Kunsten ·
25 jaar onafhankelijkheid ·
Gouden Hart

Ereteken ·
Medaille voor steun aan de Oekraïense strijdkrachten

Zie ook orden, onderscheidingen en medailles van:

Oekraïne (draagvolgorde) · 
Oekraïense Volksrepubliek (Orde van het IJzeren Kruis) · 
 OekSSR (Rode Vlag van de Arbeid)